# Charlot boxeur
Charlot boxeur (The Champion), conosciuto anche come Charlot eroe del ring, è un film interpretato e diretto da Charlie Chaplin; fu proiettato la prima volta il 15 febbraio 1915.
Secondo corto girato per la nuova casa di produzione e con nuovi collaboratori che lo seguiranno stabilmente in tutte le successive produzioni Essanay. Nuova la tecnica del montaggio che Chaplin pretese si effettuasse sulle copie e non sul negativo originale com'era costume della casa.
Chaplin amava la boxe, era il suo passatempo preferito e ne era spettatore competente.
In questa farsa, tra le più riuscite di quelle fin qui girate, ne dà un'interpretazione ben poco agonistica quanto soavemente poetica.

## Trama
Nel suo vagabondare, un amico lo accompagna fedele: un bulldog col quale divide una magra colazione. Inciampato in un ferro di cavallo abbandonato sul selciato, Charlot, con rituale scaramantico e propiziatorio, lo raccoglie e se lo infila in tasca e si presenta alla palestra di boxe con la speranza di racimolare qualche soldo (dove un manifesto affisso invitava i temerari aspiranti sparring partner a misurarsi, in particolare quelli ben disposti ad essere suonati, come recita l'affissione).
Un colorito campionario di pugili (più o meno suonati) già lo precede e ad uno ad uno tutti vengono riempiti di botte dal campione della palestra in allenamento. Charlot pensa bene di infilarsi il ferro di cavallo nel guantone da combattimento e, quando arriva il suo turno, con un pugno rinforzato e ben piazzato stende il campione tra la sorpresa dell'allenatore, che immediatamente lo ingaggia nella squadra intenzionato a farne un vero pugile. Per Charlot inizia la preparazione atletica fatta di improbabili acrobazie con le clave, dondolamenti sugli anelli, diverbi col punching ball, sollevamento pesi con i quali, lasciandoli inopportunamente cadere, massacrerà i piedi di chiunque si trovi a passargli accanto, compresa la bella figlia dell'allenatore con la quale non perderà occasione di mostrare la sua abilità producendosi in una strabiliante sequenza di vorticosi salti con la corda conclusisi, però, nella polvere con una ben poco elegante caduta. Tra un esercizio e l'altro una generosa sorsata di birra attinta da un fiasco che si porta appresso nelle varie postazioni.
La stampa pubblicizza il prossimo incontro tra il campione del mondo, un omone grande e grosso, e l'improbabile sfidante in bombetta e corpetto a strisce, pantaloncini corti e mutandoni, gracile e spaurito. Un emissario misterioso offre del denaro a Charlot per pilotarne l'incontro, sdegnosamente allontanato dal nostro... dopo avergli sottratto il denaro.
In una sala fumosa ed affollata di appassionati e competenti spettatori, sul ring prendono posizione gli atleti con i rispettivi team e al suono del gong inizia lo scontro, o meglio, letteralmente l'incontro, fatto di abbracci e passi di danza infarciti di scariche di pugni e calci, testate, e tutto quanto è nel repertorio di queste due straordinarie macchine da battaglia. Ne fa le spese anche l'arbitro, ripetutamente atterrato con gran divertimento del pubblico. Tra girotondi e rincorse per il ring, agili divincolamenti, qualche pugno Charlot riesce a piazzarlo, ma sono ben più quelli che incassa dal campione.
Tra il pubblico in delirio, siede anche il bulldog di Charlot che, visto il padrone in affanno, balza sul ring azzannando il fondoschiena del campione; fulminea una gragnuola di colpi lo investe: l'attacco vincente di Charlot. Il campione assaggia l'amarezza del tappeto, lo sfidante lo imita atterrandosi da sé medesimo. Ma l'incontro è vinto e per gradita ricompensa le attenzioni della bella figlia dell'allenatore.

## Produzione
Il film fu prodotto dalla Essanay Film Manufacturing Company. Venne girato in California, a Niles, Oakland e Santa Clarita.

## Distribuzione
Distribuito dalla General Film Company, il film - un cortometraggio in due bobine di 31 minuti - uscì nelle sale cinematografiche USA l'11 marzo 1915.